# گرترود مسینگر
گرترود مسینگر (انگلیسی: Gertrude Messinger؛ ‏ ۲۸ آوریل ۱۹۱۱ – ۸ نوامبر ۱۹۹۵) بازیگر اهل ایالات متحده آمریکا بود.
از فیلم‌هایی که وی در آن‌ها نقش داشته‌است، می‌توان به ناوشکن، سنکپ، آبشار نیاگارا، ویکتور هربرت بزرگ، زنوبیا، روابط ما، آنی در گرین گیبلز، کلاه، کت و دستکش، سامسون و دلیله، سانست بلوار، بزرگترین نمایش روی زمین و دو هفته مرخصی اشاره نمود.